# Vreed en Hoop
Vreed en Hoop (również Vrede) – miasto w Gujanie, stolica regionu Essequibo Islands-West Demerara, położone nad ujściem rzeki Demerara do Oceanu Atlantyckiego, na lewym brzegu, naprzeciw Georgetown, stolicy kraju. W 2006 miasto liczyło 3100 mieszkańców. Przemysł spożywczy, włókienniczy. W mieście znajduje się biuro Regionalnej Rady Demokratycznej, ale i również posterunek policji, sąd magistratu i poczta.
Nazwa miasta oznacza w języku niderlandzkim „Pokój i nadzieja”.